# Bikoborba
Bikoborbe so boj med človekom in bikom, katerega cilj je podrediti žival v okviru določenih pravil, smernic in kulturnih pričakovanj. Glede na državo se bikoborbe in njihov potek močno razlikujejo – včasih gre za izvajanje akrobacij okoli bika, spet drugič pa je cilj zgrabiti predmet z bikovega hrbta. 
Brez dvoma so najbolj znane španske bikoborbe, a še zdaleč niso edine na svetu. To tradicijo poznajo tudi na Portugalskem, v južnih delih Francije ter v nekaterih državah Latinske Amerike (Mehika, Kolumbija, Ekvador, Venezuela in Peru). To tradicijo obkroža veliko kontroverznosti, saj jo nekateri vidijo kot nečloveško, za druge pa predstavlja kulturni dogodek, ki je neločljiv od kulturnega življenja. 
Bikoborci (po špansko torreros ali matadores) v areni krotijo bika, kar pa nikakor ni le mahanje z rdečo zastavo, temveč je njihov nastop sestavljen iz natančnih gibov in zamahov, s katerimi dražijo bika in mu zabadajo palice v hrbet. Celoten dogodek je poseben obred, poseben ples, ki ga odlikujejo elegantni gibi matadorja. Končni cilj, vsaj v Španiji, pa je bika ubiti in to zadnje dejanje je potem deležno bučnega aplavza publike, vzklikanja in slave.

## Zgodovina
Korenine bikoborb segajo že v čas Mezopotamije, kjer so poznali čaščenje bikov. Za najstarejši ohranjen opis bikoborb velja Ep o Gilgamešu, kjer se Gilgameš in Engidu spopadeta z nebeškim bikom, katerega tudi pokončata in sta posledično deležna velikega občudovanja uruških prebivalcev.
V antični Grčiji je tavromahija zelo razširjena – upodobitve bikov najdemo na Kreti, Knososu; ubijanje nebeškega bika pa je osrednja tematika mikenske ikonografije. Najstarejši upodobitvi bikoborb sta keltsko-iberski kamen iz Clunie (Španija) ter jamska poslikava imenovana El toro de hachos, ki je bila prav tako najdena v Španiji. Bikoborbe so tako prešle iz grške kulturne dediščine v rimljansko med procesom romanizacije. Znane pod imenom venationes (iz latinske besede za lov: venatio), so bile del javnih iger, imenovanih tudi ludi, ki so uživale visoko priljubljenost med Rimljani. Romanizacija pa bikoborb ni prinesla le v Rim, ampak tudi v druge rimske province po Evropi, Afriki in Aziji. Cesar Klavdij, ki ga Svetonij opisuje kot velikega ljubitelja iger, naj bi razširil bikoborbe v Španijo kot nadomestek gladiatorskih iger, ki jih je za nekaj časa prepovedal. Ni veliko podatkov o bikoborbah v času Vizigotske okupacije španskega ozemlja in Umajadskega kalifata, a verjame se, da je navada ostala in se prenašala iz roda v rod. Bikoborbe so bile v srednjem veku v Španiji simbol prestiža in predvsem rezervirane za plemstvo, ki je s tem kazalo svoje bogastvo, saj si je lahko privoščilo nakup in oskrbo živali. Obstajajo zapisi, ki pričajo o tem, da so v gledanju bikoborb uživali največji evropski vladarji tistega časa, celo Karel Veliki in Alfonz X. Modri, bile pa so vir užitka tudi za dinastijo Almohadov. Eden najbolj znanih bikoborcev tistega časa pa je bil El Cid.
Nasprotno pa imamo zapise, ki pričajo o bikoborbah v mestu Cuéllar iz leta 1215, ko je takratnji škof prepovedal duhovščini tako bikoborbe same, kot tudi udeleževanje na spektaklih. 
Prav tako v 13. stoletju je Alfonz X. Modri prepovedal, da bikoborci za svoje delo prejemajo plačilo. 
Nadalje, v času renesanse ali natančneje leta 1542, je mesto Barcelona, v čast princu Filipu (ki postane kasneje Filip II. Španski) priredila veliko razkošno slavje, katerega del so bile tudi bikoborbe. O prisotnosti lika bikov priča tudi Cervantes v Don Kihotu iz Manče, kjer ob neki priliki kriči o nepomembnosti bikov zanj. 
Španci potem v času kolonizacije prenesejo bikoborbsko tradicijo tudi v države Latinske Amerike.
Leto 1723 je pomembno za porast priljubljenosti bikoborb med širšim občinstvom, saj je tega leta Filip V. prebivalcem svojega dvora prepovedal bojevanje v bikoborbah. Ti pa so se posledično odločili svojo srečo preizkusiti v drugih, še večjih mestih in tako so bikoborbe postajale vse bolj priljubljene . 

### 18. stoletje
Osemnajsto stoletje predstavlja čas velikih novosti pri načinu izvajanja bikoborb. Čeprav so bile le-te znane že stoletja, se tu začne njihova modernizacija.  • znameniti bikoborec Francisco Romero iz Ronde vpelje, da bikoborec ni več na konju, ampak stoji sam •po Romerovi zaslugi se vpelje tudi rdeče pregrinjalo (šp. muleta) •bikoborci ne prihajajo več le iz najvišjih stanov, ampak postanejo bikoborbe dostopne tistim, ki se za njih izučijo •izoblikuje se posebna veja govedoreje, kjer vzrejajo prav bikoborbam namenjene bike •začnejo graditi arene, namenjene le bikoborbam •pišejo se prvi priročniki o bikoborbah, ki postavljajo jasna pravila te panoge 
V tem času so ločevali dve vrsti bikoborb: baskovsko-navarske ter andaluzijske. Za prvo so bili značilni skoki, medtem ko je drugo odlikovala uporaba rdečega pregrinjala. Mnoga leta je obstajalo rivalstvo med obema stiloma, a je na koncu prevladal slednji. Vendar ne gre pozabiti, da še danes lahko opazujemo skoke bikoborcev, ki so bili značilnost baskovsko-navarskih. 

### 19. stoletje
V devetnajstem stoletju, v času Napoleonskih vojn, če smo natančni, tradicija bikoborb rahlo usahne. V Španiji je to čas vojne za neodvisnost, a kmalu po tem, okoli leta 1830 bikoborbe počasi začnejo pridobivati svojo nekdanjo slavo. Na sceno pride slavni bikoborec »Paquiro«, katerega se prime tudi 
nadimek »Napoleon bikov«, ki združi bikoborbska stila iz Seville in Ronde.  Vendar je 19. stoletje tudi čas, ko določene države bikoborbe prepovedo. V Argentini so tako bikoborbe še danes prepovedane, v času osamosvojitve Čila pa jih skupaj s petelinjimi boji prav tako prepovedo.  Medtem ko 20. stoletje poimenujejo nekateri tudi »zlata doba bikoborb«, v kateri nastopajo velika imena bikoborcev kot na primer Juan Belmonte in José Gómes "Joselito".

### 21. stoletje
21. stoletje pa je predvsem čas vse močnejših kritik bikoborb, ki so vse pogosteje označene za barbarske, krute, nehumane ter potratne. Zadnja bikoborbska bitka je bila v Kataloniji uprizorjena leta 2012 na prvi dan v letu. Simbolično je potekala prav na istem mestu, kjer se je leta 1387 odvila prva bitka v Barceloni v bikoborbski areni Monumental. 624 let kasneje pa se je na istem kraju zbrala številna množica, da si ogleda še zadnji spektakel, kjer je za povrh nastopal znameniti matador Jose Tomas. Čeprav obstajajo tudi drugod po Španiji iniciative, ki pozivajo h koncu bikoborb, so te še vedno močno zasidrane v srca oboževalcev, predvsem v Madridu in Andaluziji. Podporniki bikoborb njihovo kulturno pomembnost potrjujejo z velikimi osebnostmi, ki so uprizarjale bikoborbe v svojih delih: med njimi so na primer Picasso, Dalí, Hemingway, Lorca itd.

## Slogi

### Španski slog
Najbolj znan je verjetno španski slog, ki se imenuje corrida de toros ali la fiesta. Tradicionalno nastopajo trije matadorji in vsak ima nalogo ubiti dva bika, ki so vedno stari od štiri do šest let in ne tehtajo več od 460 kilogramov. Vsak matador ima tudi šest pomočnikov – dva pikadorja, ki jahata konja; tri banderijerose, ki so prav tako bikoborci (šp. toreros) in pa en mozo de espadas, ki dobesedno pomeni mladenič za nože.
Sam potek bikoborbe pa se deli na tri segmente (šp. tercios), začetek vsakega pa se oznani z rogom.  Ob vstopu bikoborcev v areno se glasno pozdravlja publiko, sliši pa se tudi bučna glasba benda. Sledi prva tretjina (šp: tercio de varas, slo: tretjina s kopjem) v kateri bikoborec testira bikovo krvoločnost z mahanjem rdeče in zlate zastave. S tem bikoborec do neke mere bika spozna, vidi, kako se obnaša in, kako se odziva ter kaj so njegove kaprice. Temu sledi prihod pikadorja, ki začne zabadati okrašeno sulico v bikov vrat, kar povzroči pri živali prvo izgubo krvi. Ta korak je pomemben za bikoborca, saj vidi, kako bik napada konja in s tem tudi odkrije, na kateri rog se zanaša bik. Nekoč pikadorjev konj ni nosil nikakršne zaščite in je bilo zato število mrtvih konjev med bikoborbami večje kot število mrtvih bikov. Odkar pa nosijo zaščito, se je število mrtvih konj bistveno zmanjšalo. Bikoborci nosijo posebno barvito obleko, ki izvira iz tradicionalne andaluzijske noše iz 17. stoletja. Matadorji se od manj pomembnih banderijerosov ločijo po zlatih trakcih, ki jih nosijo na uniformi, saj imajo slednji srebrne trakce. Sledi druga tretjina (šp: tercio de banderillas, slo: tretjina z zastavicami) ko vsi trije banderijerosi skušajo zabosti dve ostri palici v bikova ramena. To pri biku vzpodbudi jezo in v njem začne vreti ubijalska kri. Zadnji del bikoborb pa je imenovan tretjina smrti (šp: tercio de muerte). Zdaj matador v areno vstopi sam, z manjšim rdečim platnom ter mečem. Pogosta zmota med ljudmi je, da rdeča barva bika dodatno razjezi, kar pa nikakor ni res, saj je žival barvno slepa; kar ga v resnici provocira, pa je premikanje platna. Ko bik tako teče proti platnu, se dodatno izmuči, kar v naslednjih trenutkih matadorju omogoči, da ga lažje ubije. Matador in bik izvajata neke vrste ples, matadorjeve elegantne poteze publiko razvnamejo in povečajo napetost, sploh, ko bikoborec nalašč pusti, da se mu bik še posebej približa z rogovi. Med draženjem bika matador uporablja lesen ali aluminijast meč, saj se je s takim veliko lažje rokovati, medtem ko za zadnji korak, torej smrt bika, uporabi pravi kovinski meč. Matadorjev namen je zabosti bika tako, da v trenutku predre aorto ali drugo pomembno žilo, ki povzroči takojšnjo smrt. Tak je vsaj idealen načrt, a včasih ne gre vse kot predvideno in je potrebno več vbodov, včasih bika pokonča s t.i descabello, ki je pravzaprav bodalo, s katerim matador zabode bika v vratno vretence, kar naj bi bika v trenutku ubilo. Naslednji dan se meso mrtvega bika prodaja v mesnicah kot najboljše in najdražje meso.
Če publika presodi, da se je matador še posebej dobro izkazal, lahko zaprosi predsednika z mahanjem belih robčkov, da se bikoborca nagradi z bikovim ušesom. Če pa je bila predstava izjemna, potem predsednik bikoborca nagradi z dvema ušesoma, v nekaterih bolj ruralnih območjih pa za nagrado podelijo bikov rep. Ob redkih priložnostih, ko publika in matador presodita, da se je bik boril izjemno hrabro, se lahko predsednik odloči, da bika pomilosti (šp. indulto) in tako je bikovo življenje prihranjeno. A da se to zgodi, se mora s tem strinjati tudi bikov rejec in biti pripravljen bika sprejeti nazaj na ranč. Če torej pride do indulta, bik areno zapusti živ in se vrne na domači ranč, kjer mu oskrbijo rane in s tem postane semenski bik oz. po špansko semental.
Recortes je prav tako španski stil bikoborb, ki je mnogo manj priljubljen, izvaja pa se predvsem v Navarri, La Rioji, na severu Kastilije in v Valencii. V 19. stoletju je bil ta stil najbolj razširjen, upodobil pa ga je tudi sloviti slikar Francisco de Goya. Ker je veliko manj nasilen, ga včasih predvajajo tudi po televiziji. Kot vidimo torej, je glavna razlika med recortesom in tradicionalnim stilom ta, da tu bika ne poškodujejo in se tako po fiesti vrne v svojo ogrado. Bikoborci prav tako ne nosijo tradicionalnih pisanih oblek, ampak so oblečeni veliko bolj vsakdanje in ležerno. Ne uporabljajo rdečega platna ali drugih pripomočkov, ampak se biku ognejo le s pomočjo svoje urnosti. Potek te vrste bikoborb je veliko manj strikten in imajo bikoborci bolj ali manj prosto izbiro akrobacij, ki jih izvajajo med predstavo, njihov nastop pa je ocenjevan in točkovan s strani žirije. 
Poleg teh dveh stilov poznajo v Španiji še druge kot so espectáculos cómico-taurinos (nastopi s komičnimi elementi, danes priljubljeni v Španiji in Mehiki), encierros (navadno pred bikoborbami spustijo bike po ulicah in jim po tem navadno mladi fantje poskušajo ubežati), toro embolado (priljubljeno v Valencii in južni Kataloniji, biku na roge zavežejo goreče krogle, ga spustijo teči po ulici, medtem ko se mu ljudje poskušaje umakniti).

### Portugalski slog
Portugalski slog bikoborb se deli na dva dela: v prvem nastopa cavaleiro, drugi del pa se imenuje pega. V prvem segmentu bikoborec jaha Luzitanca, ki je portugalska pasma konjev, in skuša zabosti v bikov hrbet tri ali štiri okrašene sulice (pt. bandeiras). V drugem delu pa se forcados (skupina osmih mož) biku neposredno postavijo nasproti, brez kakršne koli zaščite ali orožja. Oblečeni so v tradicionalno nošo iz damasta ali žameta ter nosijo posebno pokrivalo. Sprednji forcado izvede pega de cara, kar pomeni, da prime bika za glavo, pri tem mu kmalu priskočijo na pomoč še drugi in s skupinimi močmi si podredijo žival. Za razliko od španskih bikoborb, Portugalci bika ne ubijejo pred občinstvom, temveč šele po predstavi bikovo življenje konča profesionalni klavec. Tudi na portugalskih otok Azorih poznajo vrsto bikoborb, ki se imenuje tourada à corda, v kateri vodijo bika po ulici privezanega na vrv, sodelovalci pa bika zbadajo ter se mu izmikajo. Bika pa ne ubijejo ne med predstavo, ne po njej, temveč se vrne nazaj na pašnik. 

### Francoski slog
Od 19. stoletja naprej so se bikoborbe razširile tudi po jugu Francije, kjer so legalne ter priljubljene še danes, izvajajo pa se predvsem za binkošti ter za veliko noč. Najbolj znane francoske bikoborbe so uprizorjene v mestih Nîmes in Arles v antičnih arenah. Potek bikoborb je skoraj v celoti enak španskemu, besedišče povezano s tem obredom pa je prav tako špansko. Course camarguaise pa je bolj tradicionalna vrsta bikoborb, ki izhaja iz Provanse in regije Languedoc, znana pa je tudi pod imenom course libre. Gre za predstavo brez prelivanja krvi, končni cilj pa je zgrabiti z bikove glave t.i. rosette. Tekmovalci slišijo na ime rasateurs, z urjenjem pa začnejo že v ranih letih z mladimi biki. Med predstavo, ki traja kakšnih 15 do 20 minut, rasateurs poskušajo dobiti rosetto, ki je nameščena med bikove rogove. Tega se ne lotijo z golimi rokami, pač pa imajo posebno palico, s katero lahko rosetto lažje zgrabijo. Zvezde te predstave pa niso možje, temveč biki. 
Course landaise pa je druga posebna vrsta "bikoborb", v kateri pravzaprav ne tekmujejo biki, ampak krave. Med seboj tekmujejo skupine imenovane caudrillas. Zaradi velike nasilnosti, do katere pride, so želele oblasti prepovedati course landaise, a so morale svoje namere opustiti, saj so te igre med lokalci še zmeraj zelo priljubljene. Predstava je nevarna celo za gledalce, saj podivjane krave včasih predrejo med tribune ter posledično med gledalce. 

## Nevarnosti
Španske bikoborbe niso nevarne le za bika, ampak tudi za bikoborca. Nevarnosti, ki spremljajo bikoborbe so ključnega pomena, saj se jih sploh ne bi jemalo resno, če jih ne bi bilo. Gledalci razjarjenost bika in njegovo sopihanje skozi nos glasno pozdravljajo; matadorjevo spretnost pa na vso moč občudujejo, sploh, ko se za las izmakne napadalnemu biku. Ernest Hemingway je v svojem romanu Smrt popoldne napisal: «Bikoborba je edina umetnost, pri kateri je umetnik v smrtni nevarnosti in pri kateri gre stopnja bleščečega nastopa na račun časti borca.». Skoraj vsako sezono se določeno število bikoborb konča s smrtjo matadorja, medtem ko so pikadorji manj pogosto smrtne žrtve. Sicer se število smrti z iznajdbo antibiotikov in drugih medicinskih tehnik vsako  
leto manjša, a vseeno so še vedno del te dolgoletne tradicije. Hemingway je zapisal na primer, da so bile noge slavnega matadorja Belmonteja popolnoma iznakažene zaradi bikovih vbodov. Ena najbolj grotesknih poškodb pa se je zgodila leta 2011 bikoborcu Juanu Joséju Padilli, ko ga je bik zabodel v obraz – zaradi poškodbe je izgubil oko, desno uho njegov obraz pa je bil od takrat paraliziran. Vendar se je Padillo v svet bikoborb vrnil pet mesecev kasneje, z očesno prevezo ter številnimi titanskimi ploščicami v lobanji, in tako se ga je prijel nadimek »Pirat«. V Španiji pa poznajo tudi posebnega zdravnika, katerega delo je predvsem zdravljenje t.i cornadas, ran, ki jih matadorju povzroči bik. 
Arene so ponavadi opremljene s kapelico, kjer lahko bikoborec pred nastopom moli, tam pa se nahaja tudi duhovnik, v primeru, če bi bilo potrebno obhajilo. 

## Kritike
Po vsem svetu so vse glasnejše kritike bikoborb, v zadnjem času pa se slišijo nasprotniki te krute tradicije tudi v Španiji. Vse več mestnih oblasti ne želi več subvencionirati bikoborb, a so za zdaj v Španiji prepovedane le v Kataloniji in na Kanarskih otokih, kjer so jih prepovedali že leta 1991.
Največja kritika leti seveda na nehumano trpljenje bikov, saj so živali pred smrtjo izmučene do nepredstavljive ravni. Hormoni v njihovem telesu v zadnjih trenutkih življenja podivjajo, pogosto pa je raven stresa že pred vstopom v areno grozno visoka. Pred borbo žival delno omamijo ter ji oslabijo vid, zato je že v naprej obsojena na smrt. Letno med bikoborbami umre okoli 250 000 bikov. Bikoborbe pa nasprotniki vidijo tudi kot anahronistične ter potratne.
Medtem ko podporniki bikoborb ognjevito ščitijo dolgoletno tradicijo ter stvar nacionalne identitete, ki je, kakor pravijo, nikakor ne bi smeli poriniti v pozabo, zaradi rahlih želodcev. Predvsem pa v zadnjih letih postajajo bikoborbe tudi politično vprašanje, saj levica vse bolj nastopa proti njim, desnica pa jim ostaja naklonjena. Na Balearskih otokih, na primer, kjer je leta 2015 zmagala levosredinska koalicija (ter s tem premagala konzervativno Ljudsko stranko, ki je bila do tedaj na oblasti), so nehali financirati bikoborbe. Tudi na Majorki se je pojavilo gibanje Majorka brez krvi, ki se je zavzemalo za prepoved bikoborb. V Madridu se je županja, ki je blizu Podemosu, odločila, da se prekinejo subvencije šol za bikoborce, odvzela pa jim je tudi prostore v Casa de Campo, ki je sicer v lasti mesta. Celo tisti, ki bikoborbam ne nasprotujejo, se vse bolj zavedajo, kako potratne so in kako bi lahko bolje porabili ta sredstva. Tak primer je župan mesta Villafranca de los Caballeros, ki se je odločil denar, prej namenjen bikoborbam, porabiti za nakup šolskih potrebščin za otroke iz socialno ogroženih družin.
Španski filozof Jesús Mosterín je bil mnenja, da argument, ki pravi, da so bikoborbe stvar dolgoletne tradicije, ni tehten, saj so tudi tradicije lahko škodljive in nesprejemljive – kot primer pa navaja tradicijo obrezovanja žensk, ki je skrajno nasilna, nevarna in škodljiva.
Zgovorno je tudi dejstvo, da bikoborbam, čeprav so del španske kulture, priljubljenost vse bolj pada. Statistike namreč pravijo, da si je le 8% odraslih Špancev bikoborbe ogledalo v živo, medtem ko pa med mladimi za njih zanimanja skoraj ni. Morda so za to krive visoke cene vstopnic, a vsekakor je v času gospodarske krize, ki je Španijo hudo prizadela, obisk bikoborb zelo vpadel. Najpogostejši obiskovalci bikoborbskih aren so večinoma zvedavi turisti ter peščica bikoborskih navdušencev. Vse več televizij se ne odloča več za predvajanje bikoborb, saj je gledanost prenizka.
Pojavlja se tudi nasprotovanje tradiciji bikov in krav, ki so spuščeni, da prosto tečejo po mestu, saj ta ogroža tudi gledalce.